# Matka wszystkich huraganów
Matka wszystkich huraganów (norw. Alle orkaners mor) – powieść kryminalna norweskiego pisarza Gerta Nygårdshauga (w Polsce pod pseudonimem Gert Godeng), opublikowana w 2004, a w Polsce w 2009 w tłumaczeniu Karoliny Drozdowskiej.

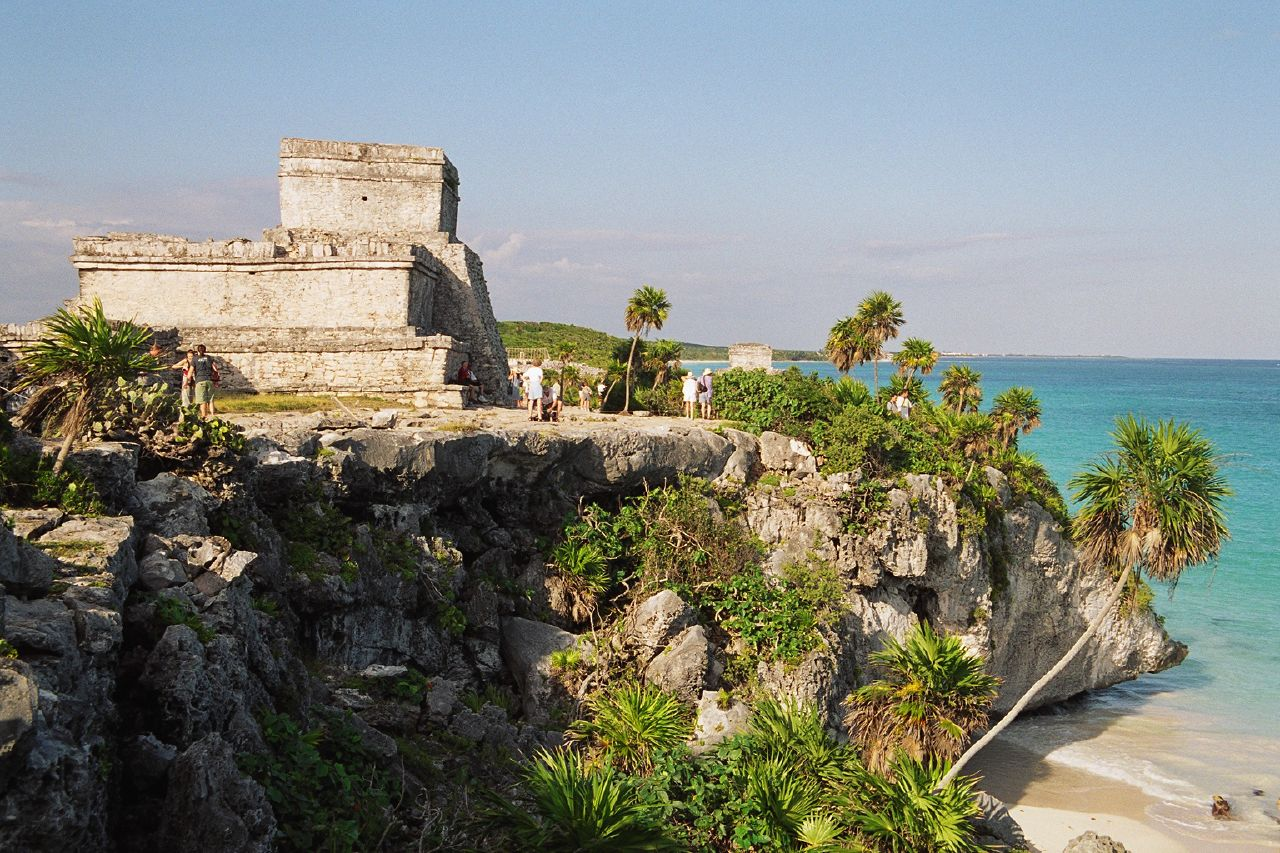
Ruiny w Tulum - miejsce akcji

Jest dziewiątą powieścią cyklu Krew i wino, w której występuje smakosz, znawca języków i detektyw amator Fredric Drum, który w tej części wyjeżdża na wakacje na półwysep Jukatan (prowincja Quintana Roo) w Meksyku, celem zapoznania się na miejscu z kulturą Majów. Wuj Fredrica, detektyw policyjny z Oslo, Skarphedin Olsen, dzwoni do niego z prośbą o pomoc - w tym właśnie czasie zaginął w tym rejonie przyjaciel Fredrica - Alvin Engedal, archeolog (36 lat). Fredric przystępuje poszukiwań, współpracując z miejscową, skorumpowaną policją, której przedstawicielem jest Juan Jose Casaroja (szef policji z Tulum). Zaginięcie zbiega się w czasie z potężnym huraganem, który spustoszył dużą część Riviera Maia, odkrywając jednocześnie nieznane dotąd ruiny prekolumbijskie. Na wybrzeżu grasuje także seryjny morderca, wyrywający swoim ofiarom serca i wydłubujący im oczy (w ich miejsce wkłada srebrne dolarówki z wizerunkiem Statui Wolności). Na terenie prowincji odbywają się w tym czasie wybory gubernatora, co zwiększa liczbę możliwych hipotez odnośnie do zbrodni (jednym z kandydatów jest Tarac Ormeno - majski fundamentalista, zwolennik secesji Jukatanu od Meksyku).